# دولار

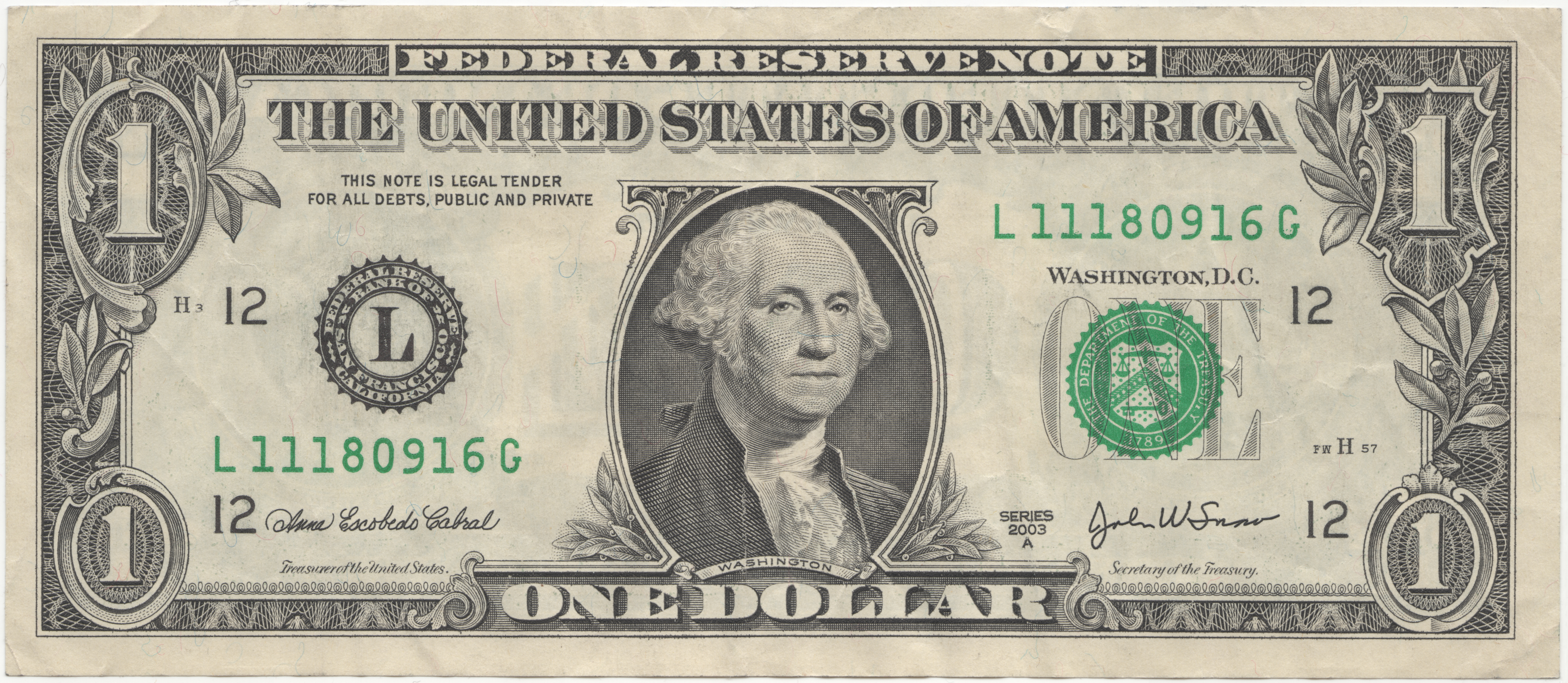
دولار أمريكي

الدولار هو اسم العملة الرسمية لعديد من الدول. ويرمز له بالرمز "$".

## قائمة بالدول التي تسمي عملتها بالدولار
- دولار أسترالي
- دولار أمريكي
- دولار أنتاركتيكي
- دولار بربادوسي
- دولار بهامي
- دولار برمودي
- دولار بوروني
- دولار كندي
- دولار جزر سليمان
- دولار شرق الكاريبي
- دولار فيجي
- دولار كوياني
- دولار جمايكي
- دولار ليبيري
- دولار ناميبي
- دولار نيوزيلندي
- دولار سنغافوري
- دولار جزر سليمان
- دولار سورينامي
- دولار تايواني جديد
- دولار ترندادي
- دولار توباكو
- دولار زيمبابوي
- دولار هونغ كونغ